# Caracas
Caracas (IPA: [kaˈɾakas]) je glavno in največje mesto Venezuele. Leži na severu države v obalnem gorovju (Cordillera de la Costa), stisnjeno v ozki dolini le 15 km od obale Karibskega morja. Večji del mesta je na nadmorski višini med 800 in 1000 metri.
Širše mestno območje (El Distrito Metropolitano de Caracas) zajema glavno mesto (Distrito Capital) in štiri druga mesta, ki upravno spadajo v zvezno državo Miranda. Mesto Caracas ima nekaj čez 2,76 milijona prebivalcev, prebivalstvo celotnega mestnega območja pa je ocenjeno na 4,95 milijona.